# FC Energie Cottbus
FC Energie Cottbus este un club de fotbal din Cottbus, Germania, care evoluează în 3. Liga.

## Jucători români
- Vasile Miriuță
- Vlad Munteanu
- Sergiu Radu
- Ovidiu Burcă